# 사미 부아질라
사미 부아질라(Sami Bouajila, 1966년 5월 12일 ~ )는 프랑스의 배우, 영화배우, 텔레비전 배우이다.
그르노블에서 태어났다.

## 영화
- 더 크로우 (2024년) - 크로노스 역
- 어 선 (2019년)
- 더 바운서 (2018년)
- 쓰루 더 파이어 (2018년)
- 블레시드 (2017년)
- 스크리브 (2016년)
- 굿 럭 알제리 (2015년)
- 강도들 (2015년)
- 스톰 인사이드 (2015년) - 나빌 역
- 메리 크리스메스! (2014년)
- 오마 킬드 미 (2011년) - 오마  역
- 캐리 블랑 (2010년)
- 무법자 (2010년)
- 뷰티풀 라이즈 (2010년) - 장 역
- 휘슬러 (2009년)
- 생 빅투아르 (2009년)
- 런던 리버 (2009년) - 이맘 역
- 인사이드 링: 항공기를 훔쳐라 (2009년)
- 라스트 갱 (2007년)
- 4 메져먼트 (2007년)
- 목격자들 (2007년)
- 영광의 날들 (2006년) - 압델카데르 역
- 스톤 카운실 (2006년) - 루카스 역
- 남성전용회사에서 놀기 (2003년)
- 썸머 씽스 (2002년)
- 네스트 (2002)
- 리허설 (2000년)
- 대단한 펠릭스 (2000년)
- 아워 해피 리브 (1999년)
- 비상 계엄 (1998년) - 사미르 나즈데 역
- 아르테미시아 (1997년)
- 안나 오즈 (1996년)
- 바이바이 (1995년)
- 궁전의 침묵 (1994년)
- 연애는 대게 비극으로 끝난다 (1993년)
- 변호사 (1993년)